# Brygada yodeusza
BRYGADA YODEUSZA
grupa graczy grających w Minecraft

Lista członków:
Yodeusz (założyciel) 
Milix
Mały grabarz/ruda baba
Snaki roof
Kawcia17 
Er_yk
Julekgeralt 
Rav1382
YanBlu3 
Kaicek
Kanlix
kafi

Linki do kanałów YouTube:
Yodeusz
Er_yk
Snaki roof